# Kanton Réalmont
Der Kanton Réalmont war bis 2015 ein französischer Wahlkreis im Arrondissement Albi, im Département Tarn und in der Region Midi-Pyrénées. Hauptort war Réalmont. Vertreter im Generalrat des Départements war zuletzt von 1991 bis 2015 Jean Roger (DVG).
Der Kanton war 225,70 Quadratkilometer groß und hatte 7834 Einwohner, was einer Bevölkerungsdichte von 35 Einwohner pro Quadratkilometer entsprach. Im Mittel lag er 599 Meter über Normalnull, zwischen 169 und 529 Meter. 

## Gemeinden
Der Kanton bestand aus 16 Gemeinden:
| Gemeinde                | Einwohner Jahr | Fläche km² | Bevölkerungsdichte | Code INSEE | Postleitzahl |
| ----------------------- | -------------- | ---------- | ------------------ | ---------- | ------------ |
| Dénat                   | 745 (2013)     | 15,01      | 50 Einw./km²       | 81079      | 81120        |
| Fauch                   | 517 (2013)     | 17,32      | 30 Einw./km²       | 81088      | 81120        |
| Labastide-Dénat         | 380 (2013)     | 7,43       | 51 Einw./km²       | 81113      | 81120        |
| Laboutarie              | 483 (2013)     | 5,39       | 90 Einw./km²       | 81119      | 81120        |
| Lamillarié              | 461 (2013)     | 13,95      | 33 Einw./km²       | 81133      | 81120        |
| Lombers                 | 1.110 (2013)   | 38,79      | 29 Einw./km²       | 81147      | 81120        |
| Orban                   | 324 (2013)     | 8,76       | 37 Einw./km²       | 81198      | 81120        |
| Poulan-Pouzols          | 451 (2013)     | 11,86      | 38 Einw./km²       | 81211      | 81120        |
| Réalmont                | 3.330 (2013)   | 14,33      | 232 Einw./km²      | 81222      | 81120        |
| Ronel                   | 312 (2013)     | 9,89       | 32 Einw./km²       | 81226      | 81120        |
| Roumégoux               | 231 (2013)     | 13,43      | 17 Einw./km²       | 81233      | 81120        |
| Saint-Antonin-de-Lacalm | 264 (2013)     | 28,09      | 9 Einw./km²        | 81241      | 81120        |
| Saint-Lieux-Lafenasse   | 448 (2013)     | 12,19      | 37 Einw./km²       | 81260      | 81120        |
| Sieurac                 | 263 (2013)     | 8,72       | 30 Einw./km²       | 81287      | 81120        |
| Terre-Clapier           | 257 (2013)     | 12,1       | 21 Einw./km²       | 81296      | 81120        |
| Le Travet               | 126 (2013)     | 8,44       | 15 Einw./km²       | 81301      | 81120        |